# OpenDisc
Proiectul OpenDisc (fost OpenCD) are ca țel prezentarea câtorva aplicații și programe open source, vizați în mod special fiind utilizatorii sistemelor de operare Windows. Practic, este o imagine CD sau DVD, care se poate descărca gratuit și copia de către orice doritor. Echipa OpenDisc face o verificare a stabilității, calității și a ușurinței de instalare înaintea lansării oricărei noi versiuni. În cadrul imaginii sunt distribuite doar programe și aplicații diponibile sub OSI - având o licență tip open source, ceea ce permite utilizatorilor să utilizeze și să distribuie aplicațiile fără nici o reținere.
Proiectul este sponsorizat de către firma Canonical Ltd, cea care susține și Linux Ubuntu.
OpenDisc furnizează o interfață grafică prietenoasă, care se autolansează atunci când discul este introdus în unitatea optică. În prezent (martie 2009), interfața OpenDisc este în curs de traducere în multe limbi ale Globului Arhivat în 4 februarie 2009, la Wayback Machine., printre care și limba română[nefuncțională]
.

## Aplicațiile incluse
- Desenare/Proiectare: Blender, GIMP, Inkscape, NVU, Scribus, Tux Paint
- Jocuri: Bătălie pentru Wesnoth, Enigma, Neverball, Sokoban YASC
- Internet: Azureus, FileZilla, Firefox, Pidgin, HTTrack, RSSOwl, SeaMonkey, Thunderbird, TightVNC, WinSCP
- Multimedia: Audacity, Celestia, Rally Slick Screensavers, Stellarium
- Productivitate: MoinMoin, Notepad2, OpenOffice.org, PDFCreator
- Utilitare: 7-zip, Abakt, ClamWin, GTK+, HealthMonitor, Workrave

## Versiuni
Versiunile disponibile pe situl TheOpenDisc.
| Nume  | Data        |
| ----- | ----------- |
| 08.10 | 10 Oct 2008 |
| 08.07 | 27 Jun 2008 |
| 07.04 | 28 Apr 2007 |
| 07.02 | 19 Feb 2007 |
| 4.0   | 22 Nov 2006 |
| 3.1   | 21 Nov 2006 |
| 3.0   | 21 Nov 2006 |

## Proiecte similare
- GNUWin II
- WinLibre
- Open Source Software CD